# Sunbreaker Cove (Alberta)
Sunbreaker Cove est un village d'été (summer village) du Comté de Lacombe, situé dans la province canadienne d'Alberta.

## Démographie
En tant que localité désignée dans le recensement de 2011, Sunbreaker Cove a une population de 69 habitants dans 32 de ses 209 logements, soit une variation de -49,6 % avec la population de 2006. Avec une superficie de 0,490 8 km2, le village d'été possède une densité de population de 140,586 8 hab/km2 en 2011.
Concernant le recensement de 2006, Sunbreaker Cove abritait 137 habitants dans 58 de ses 216 logements. Avec une superficie de 0,490 8 km2, Sunbreaker Cove possédait une densité de population de 279,1 hab/km2 en 2006.
| 2001 | 2006 | 2011 | 2016 |
| ---- | ---- | ---- | ---- |
| 86   | 137  | 69   | 81   |